# Правительность
Правительность (фр. la gouvernementalité), также  правительственность — термин, введённый французским философом Мишелем Фуко в его поздних работах между 1977 и 1984 годами и особенно развиваемый в его лекциях в Коллеж де Франс. Правительность может пониматься как организованные практики, посредством которых осуществляется управление подвластными. Под этим термином могут пониматься также:
- «искусство управления»[1]
- «управленческая рациональность»[2]
- «техники и стратегии, посредством которых общество становится управляемым»[3]
- «разумный способ управления и в то же время размышления о наилучшем способе управления»[4]

Концепт правительности разрабатывался такими авторами, как Петер Миллер, Николас Роуз, Митчелл Дин. В начале 1990-х годов возникло направление исследований, называемых governmentality studies.

## Семантика
Оригинальный французский термин является неологизмом Фуко. Он происходит от слова «управлять», «править» (фр. gouverner) добавлением суффикса -al- (превращающего слово в прилагательное) и суффикса -ité- (превращающего слово в абстрактное существительное).
При этом основу слова (gouverner) следует понимать расширительно: это не просто управление в смысле управление государством, а управление в том смысле, как его понимали до XVIII века, включающее в себя «проблему самоконтроля, руководство семьёй и детьми, управление домашним хозяйством, направление души и т.д.».

## История термина
Мишель Фуко активно интересовался изучением государственного управления и техник власти в период своего творчества между 1974 и 1979 гг. В это время он пишет одну из своих самых известных работ «Надзирать и наказывать», а также ежегодно читает лекции в Коллеж де Франс, основные идеи которых могли не попадать на страницы его книг. Именно такая судьба постигла термин правительность.
Фуко ввёл понятие в оборот в своих курсах «Безопасность, территория, население» (1977-1978 гг.)  и «Рождение биополитики» (1978-1979 гг.) . В первом он понимает правительность сразу в трех значениях. Во-первых, как совокупность институтов, тактик и расчетов (прежде всего связанных с политической экономией и опирающихся на инструменты безопасности) посредством которых осуществляется власть над «населением». Во-вторых, тенденцию в западном мире, направленную на доминирование того типа властных отношений, который можно назвать «правлением» над суверенитетом и дисциплиной, и вызывающую развитие, с одной стороны, целого ряда специфических учреждений управления, а с другой — целой категории особых знаний. В-третьих, процесс замещения государства, основанного на юстиции, государством, основанным на управлении в XV и XVI вв.  Правительность не является строго определенным типом управления (как, например, неолиберализм), она – новый тип власти, основанный на принципиально новом способе получения знаний о мире.
Годом позже Фуко сместил акцент в сторону изучения биополитики как другой техники власти, свойственной Новейшему времени, и она (судя по названию) стала главной темой курса. Однако в самих лекциях философ фактически обходил эту тему стороной, полностью погрузившись в анализ неолиберализма через оптику правительности, как специфической техники власти.

## Переводы термина на русский язык
Перевод термина Фуко как «правительность» предложен Андреем Корбутом (под ред. Александра Бикбова) при переводе статьи Жака Донзло и Колин Гордон . Слово «правительность» использовалось и при переводе книги Митчела Дина (перевод Александра Писарева под ред. Станислава Гавриленко). Александр Бикбов в предисловии объяснял выбор тем, что такой перевод лаконичен и в то же время сохраняет присущую неологизму Фуко искусственность и что это позволяет избегать ложных коннотаций.
Поскольку данный термин сложно перевести, сохранив многообразие его значений, предлагались различные его переводы на русский язык:
- «правительственность»[11]
- «государственное управление» [12]
- «управленитет»[13]
- «устройство управления»[14]

В курсе лекций Фуко, выпущенных издательством «Наука» в переводе В. Ю. Быстрова, Н. В. Суслова и А. В. Шестакова, данный термин переведён как «управленчество». Определение, данное Фуко, переведено так:
…под «управленчеством» я понимаю совокупность институтов, процедур, анализов и рефлексий, расчетов и тактик, посредством которых реализуется весьма специфическая и чрезвычайно сложная разновидность власти, имеющая в качестве главной цели население, определяющего познавательного обеспечения — политическую экономию, а ключевого инструмента — устройства безопасности. Во-вторых, под «управленчеством» я понимаю тенденцию, направленную силу, непрерывно и на протяжении очень длительного времени обусловливающую на Западе доминирование того типа властных отношений, который можно назвать «правлением» над суверенитетом и дисциплиной, и вызывающую развитие, с одной стороны, целого ряда специфических учреждений управления, а с другой — целой категории особых знаний. И, наконец, под «управленчеством», я думаю, надо понимать процесс или, скорее, результат процесса, в рамках которого государство, бывшее в Средние века государством юстиции и ставшее в XV и XVI веках государством административным, постепенно оказывается государством «оправительствленным.
Кроме того, предлагались такие переводы, как «властноментальность», «управляемость», «режим власти».

## Governmentality studies
Первые исследования правительности появились практически сразу после курсов лекций 1978 года в связи с переводом на английский одной из лекций Фуко «О правительности». В 1980-е годы эту теорию развивали независимо друг от друга несколько исследователей в разных странах. Не существовало единого понимания такой сферы исследований как governmentality studies .
Первая «сборка» направления, обозначившая его появление в первую очередь в англо-американском научном сообществе, произошла благодаря публикации сборника «Эффект Фуко»   в 1991 году, выпущенного учениками философа и другими исследователями, работавшими в схожей парадигме. Понимание правительности всё так же основывалось лишь на одной лекции курса, интервью и одной статье Фуко. В результате понятие приобрело несколько иной смысл – «руководство поведением» (conduct to conduct). Под изучением правительности понималось изучение различных (чаще всего экспертных) дискурсов о том, как следует управлять свободными индивидами. Правительность – это тип управления, основанный, прежде всего, на научном знании, а не на принуждении. В этом контексте авторы «Эффекта Фуко» исследовали, как развитие различных областей знания (экономики, статистики, криминологии, науки о полиции, исследований риска и расчётов страховых сумм) оказали влияние на сами техники власти по отношению к свободным индивидам Нового и Новейшего времени.
Развитие традиции исследований правительности, связано с именами Питера Миллера, Николаса Роуза и Митчелла Дина. Они внесли большой вклад в аналитическую разработку понятия и создали конвенциональное определение правительности .
Если Митчел Дин был более склонен к анализу в рамках исторической социологии  положения бедного класса, то Питер Миллер и Николас Роуз описывают правительность с точки зрения исследования наук и технологий. Используя наследие позднего периода творчества Эмиля Дюркгейма, они определяют правительность как «ментальность управления» и сам способ мысли об управляемом объекте. Они исследуют это на примере истории психологии, которая создаёт понимание «природных» истин для управляемого индивида, закрывая для него некоторые пути сопротивления власти как ненормальные.
В конце 1990-х — 2000-е годы происходит активный рост количества исследований правительности. Учёные часто связывают техники управления с изучением неолиберализма и различных наук, бурно развивающихся после Второй мировой войны: картографией, инженерией, медициной, науками о здоровье, финансами и пр.. Кроме того, появляются работы анализирующие незападные (в первую очередь китайские) техники правительности.
На английском языке лекции Фуко были полностью изданы только в 2000-х годах, что также повлияло на интерес к концепту и привело к пересмотру существовавшей традиции исследований правительности.

### На русском языке
Дин М. Правительность: власть и правление в современных обществах /под ред. С. М. Гавриленко; пер. С англ. А. А. Писарева. — М. : Издательский дом «Дело» РАНХиГС, 2016.
Марей М. Д. «Республиканизм» и «Правительность»: два способа мышления о государственном управлении // Философия. Журнал Высшей школы экономики. — 2017 — Т. I, №1. — С.113-122.
Гаазе, К. Б. (2016). Рукописное письмо как практика российской правительности. Социология власти, 28(4).
Фуко М. Безопасность, территории, население. Курс лекций, прочитанных в Коллеж де Франс в 1977-1978 учебном году / М. Фуко; Пер. с фр. В. Ю. Быстрова, Н. В. Суслова, А. В. Шестакова. — СПб.: Наука, 2011. —с. 161-162
Фуко, М. Рождение биополитики. СПб. Наука. 2010.